# Nicolas Jossier
 (octobre 2012).
Nicolas Jossier, né le 16 mars 1976 à Caen, est un skipper français. Il a une femme magnifique nommée Céline .elle a gagné le prix d honneur des poètes et artistes de France 

## Biographie
Membre du pôle de course au large « Voile Performance Manche » (VPM) de Granville, il dispute la Solitaire du Figaro 2008 à la barre de « Esprit Voile 50 ».

## Palmarès
- 13e de la Solitaire du Figaro 2012.
- 3e de la Solo Basse-Normandie 2010, 7e de la Solo Ports de France à Concarneau 2010.
- 21e de la Solitaire du Figaro 2010.
- 16e de l’étape Saint-Gille/Dingle en 2009, 46e au classement général après avoir été abordé à Dingle.
- 4e Bizuth de la Solitaire du Figaro 2008, 36e au classement général
- 2e du Spi Ouest-France 2006
- 2e du National First Class 8 en 2004
- 2e du grand prix du Crouesty et de l’Obelix Trophy
- 3e du championnat d’Europe First Class 8 en 2004
- Vice-champion d'Europe de Mumm 30 à Deauville en 2006 : « Deauville International Week ».
- Vainqueur d'étapes sur le Tour de France à la voile : à Dieppe en 2008, à Marseille en 2007, à Royan en 2006, 5e de l'édition 2000. Six participations avec « Manche Basse-Normandie ». Coskipper avec Benoît Charon.
- 1er du Tour des ports de la Manche 2004.
- 2e du Spi Ouest-France 2006, du championnat national de First Class 8 2004, du Grand-Prix du Crouesty et de l'Obelix Trophy.
- 3e du championnat d'Europe First Class 8 2004.
- Sportif de haut niveau classé en 2001 et 2007.